# Lutherkerk (Leipzig)
De Lutherkerk (Duits: Lutherkirche) is een protestants kerkgebouw in het Bachviertel ten westen van de oude binnenstad van Leipzig. De kerk bevindt zich aan de rand van het Johannapark op de zuidelijke kant van de Ferdinand-Lassalle-Straße (vroeger Bismarckstraße).

## Geschiedenis
De kerk met haar 58 meter hoge toren werd in de jaren 1884-1887 in de stijl van de neogotiek gebouwd. Het ontwerp kwam van Julius Zeißig. De kerk werd in 1886 gewijd en vernoemd naar de hervormer Maarten Luther. De bombardementen in de Tweede Wereldoorlog lieten het kerkgebouw intact, al gingen wel de kleurrijke ramen verloren.
In 2002 werd de Luthergemeente met de Thomas-Mattheüsgemeente samengevoegd en sindsdien wordt de Lutherkerk voor speciale kerkdiensten, doopgelegenheden, huwelijken en concerten gebruikt.
De Lutherkerk wordt tot 2017 als multifunctionele ruimte omgebouwd.
Het orgel van de kerk werd in 1886 door Richard Kreutzbach gebouwd en werd al in 1888 bij een brand beschadigd. Na een restauratie in Saalfeld werd het orgel in augustus 2000 opnieuw in gebruik genomen.

## Afbeeldingen

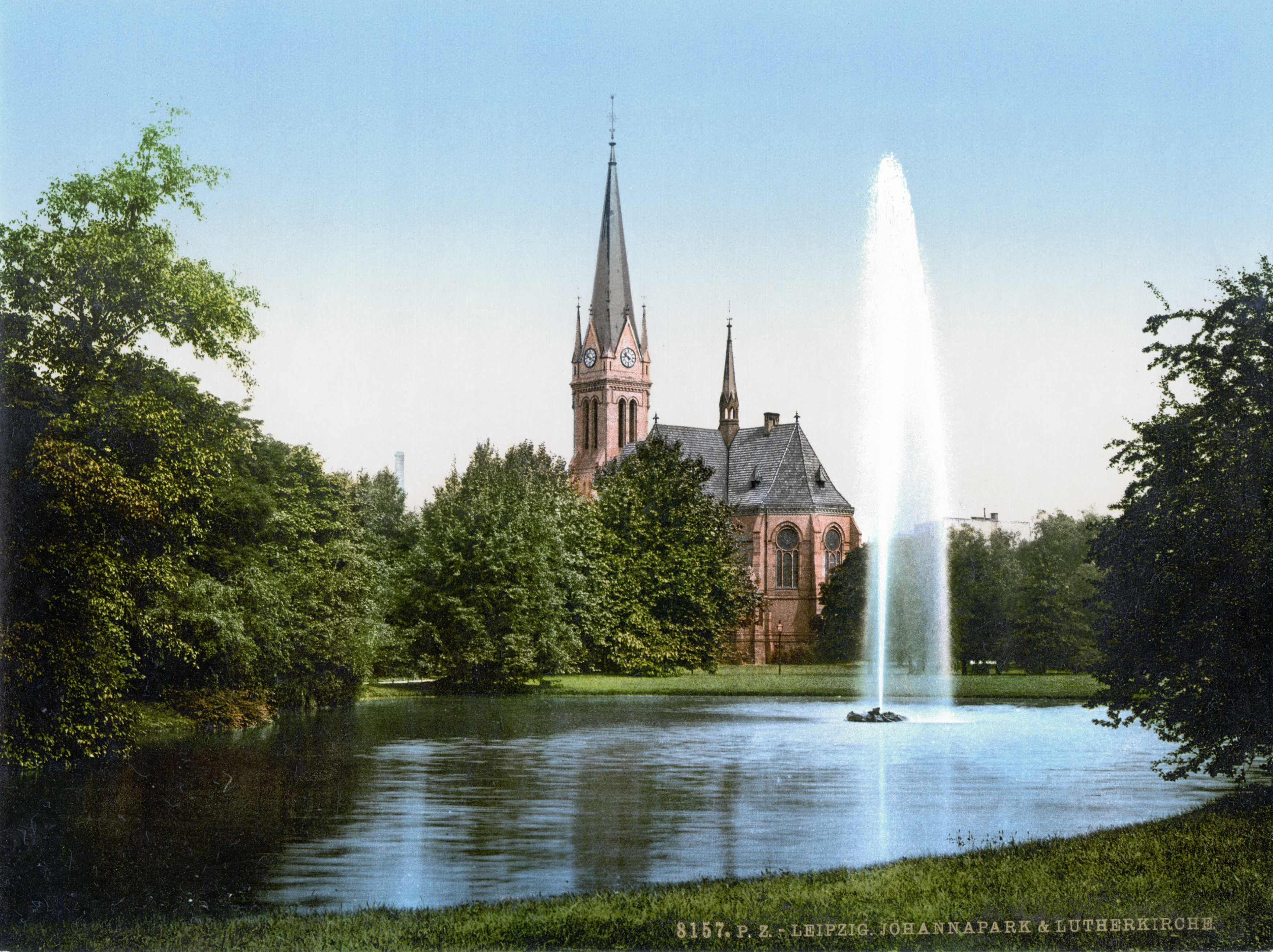
Lutherkerk omstreeks 1900
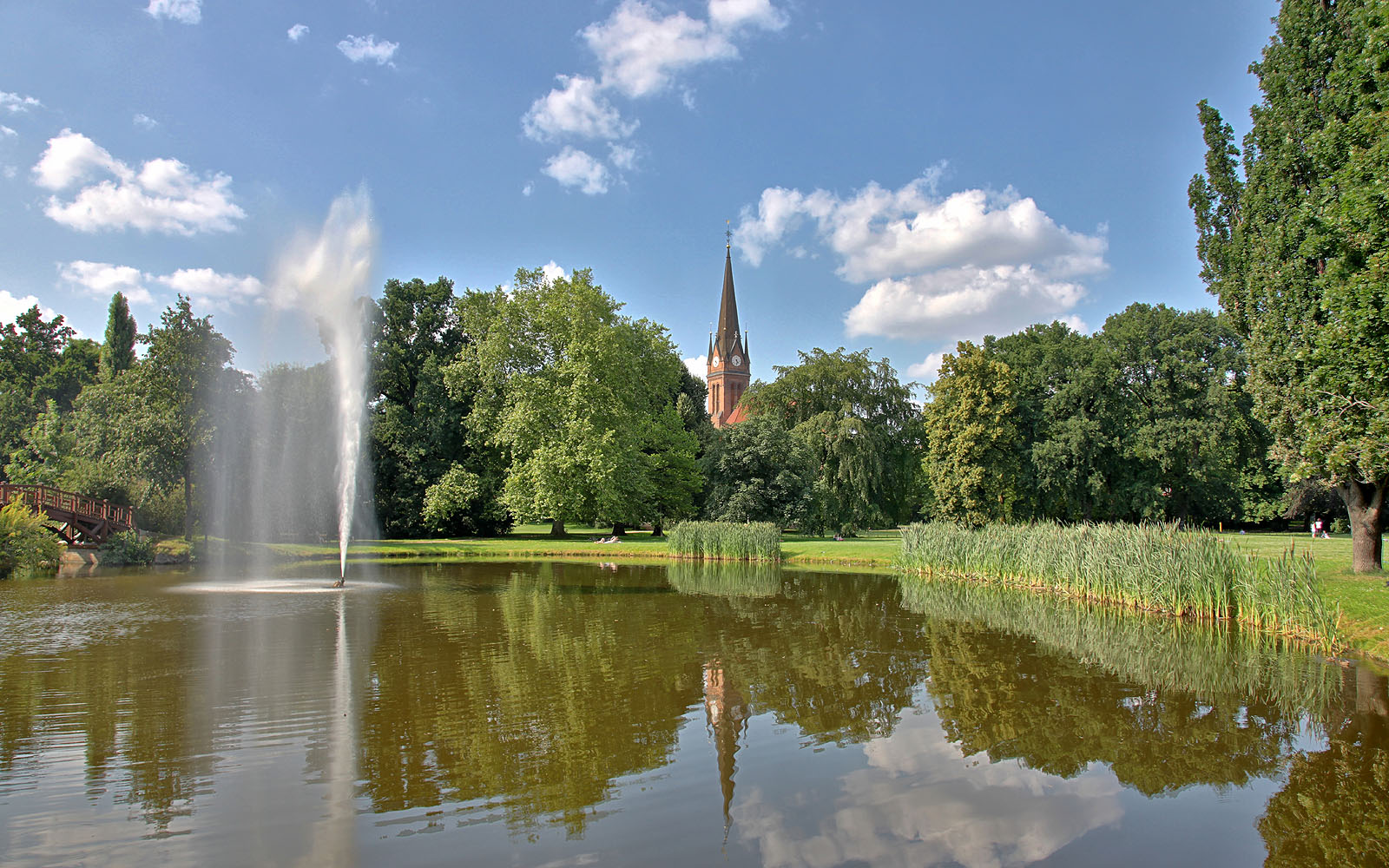
Lutherkirche juli 2009